# Reprezentacja Syrii w piłce nożnej mężczyzn
Reprezentacja Syrii w piłce nożnej gra pod egidą Syryjskiego Związku Piłki Nożnej założonego w 1937. Od 1937 federacja jest członkiem FIFA, od 1969 jest członkiem AFC. Syryjczycy nigdy nie uczestniczyli w finałach Mistrzostw Świata. Swój udział w Pucharze Azji kończyli zawsze w 1 rundzie. Obecnie selekcjonerem kadry Syrii jest Héctor Cúper.

## Udział wMistrzostwach Świata
- 1930 – 1938 – Nie brała udziału
- 1950 – Wycofała się z kwalifikacji
- 1954 – Nie brała udziału
- 1958 – Nie zakwalifikowała się
- 1962 – Nie brała udziału
- 1966 – Wycofała się z kwalifikacji
- 1970 – Nie brała udziału
- 1974 – Nie zakwalifikowała się
- 1978 – Wycofała się z kwalifikacji
- 1982 – 2002 – Nie zakwalifikowała się
- 2006 – Wycofała się z kwalifikacji
- 2010 – Nie zakwalifikowała się
- 2014 – Dyskwalifikacja[2]
- 2018 – 2022 – Nie zakwalifikowała się

## Udział wPucharze Azji
- 1956 – 1968 – Nie brała udziału (nie była członkiem AFC)
- 1972 – Nie zakwalifikowała się
- 1976 – Wycofała się z kwalifikacji
- 1980 – Faza grupowa
- 1984 – Faza grupowa
- 1988 – Faza grupowa
- 1992 – Nie zakwalifikowała się
- 1996 – Faza grupowa
- 2000 – 2007 – Nie zakwalifikowała się
- 2011 – Faza grupowa
- 2015 – Nie zakwalifikowała się
- 2019 – Faza grupowa
- 2023 – 1/8 finału